# Eustala cameronensis
Eustala cameronensis là một loài nhện trong họ Araneidae.
Loài này thuộc chi Eustala. Eustala cameronensis được Willis J. Gertsch & Michael Davis miêu tả năm 1936.